# Proscylliidae
Proscylliidae är en familj av hajar. Proscylliidae ingår i ordningen gråhajartade hajar, klassen hajar och rockor, fylumet ryggsträngsdjur och riket djur. Enligt Catalogue of Life omfattar familjen Proscylliidae 7 arter.
Arterna är med en längd upp till 120 cm ganska små hajar. De har en långsträckt kropp och ögon som liknar katternas ögon. På ryggen förekommer två ryggfenor utan taggstrålar och även i analfenan saknas taggstrålar. Framkanten av den första ryggfenan är ungefär vid bakkanten av bröstfenorna. Honor lägger ägg som kläcks inuti honans kropp. Exemplaren äter små fiskar och ryggradslösa djur. Tänderna är ordnade i flera rader. Stjärtfenans nedre del saknar en utbuktning.
Familjens medlemmar förekommer i tropiska och varma hav i västra Atlanten samt i Indiska oceanen och Stilla havet. Exemplaren vistas i regioner som ligger 70 till 750 meter under havsytan.
Det vetenskapliga namnet för typsläktet Proscyllium är sammansatt av de gammalgrekiska orden pro (före/framför) och skylla (haj).
Släkten enligt Catalogue of Life:
- Ctenacis
- Eridacnis
- Proscyllium